# 杉山清次
杉山 清次（すぎやま せいじ、1947年（昭和22年）4月17日 - ）は、日本の銀行家。みずほ銀行頭取、会長を務めた。

## 来歴・人物
岡山県出身。東京大学法学部卒業後、日本勧業銀行入行。同期入行には、初代静岡市長であった小嶋善吉や筑邦銀行頭取を務める佐藤清一郎らがいた。入行年の10月に第一勧業銀行が発足。新宿支店勤務時には、自ら開拓した融資先が倒産の憂き目に遭い、その債権を自力で回収したというエピソードをもつ。
2003年（平成15年）、みずほフィナンシャルグループ副社長に就任。しかし当時のみずほ銀行頭取である工藤正が病気により辞任を申し出たため、急遽同行頭取に就任した。前任者が第一銀行出身者だったため、旧一勧時代からの「たすきがけ人事」が続いているとの批判を受けた。その後会長を経て、2011年（平成23年）にはみずほフィナンシャルグループ特別顧問も退いた。なお、2009年度から義務付けられた役員報酬開示制度では、1億1100万円の役員報酬を受けていることが公表された。

## 略歴
- 1971年
  - 6月- 東京大学法学部卒業。
  - 7月- 日本勧業銀行入行。
- 1999年6月- 同取締役人事室長。
- 2000年5月- 同常務取締役法人業務第一部長カスタマー&コンシューマーバンキング・カンパニー担当。
- 2001年6月- みずほホールディングス常務執行役員資産運用・信託ビジネスユニット長。
- 2002年4月- みずほコーポレート銀行常務執行役員コンプライアンス統括グループ統括役員。
- 2003年
  - 3月- みずほフィナンシャルグループ副社長執行役員IT・システム・事務グループ長。
  - 6月- 同代表取締役副社長。
- 2004年
  - 3月- みずほ銀行代表取締役頭取。
  - 3月- みずほフィナンシャルグループ非常勤代表取締役。
- 2004年
  - 6月- みずほホールディングス取締役。
  - 6月- みずほフィナンシャルグループ非常勤取締役。
- 2005年10月- みずほフィナンシャルストラテジー取締役。
- 2008年4月 - 全国銀行協会会長。
- 2009年4月- みずほ銀行取締役会長。
- 2010年6月- みずほフィナンシャルグループ特別顧問。
- 2010年11月 - 東京商工会議所副会頭。
- 2011年6月- みずほフィナンシャルグループ特別顧問退任。
- 2012年6月 - 第一三共株式会社取締役。